# قانون تابعیت دانمارک
قانون تابعیت دانمارک (انگلیسی: Danish nationality law) تحت قانون اساسی قلمرو دانمارک (از قانون سال ۱۹۵۳) و قانون اصلاح تابعیت دانمارک (از قانون سال ۲۰۰۳، با متمم ۲۰۰۴) تعیین می‌گردد. تابعیت دانمارک را می‌توان از طریق یکی از روش‌های زیر بدست آورد:
- اگر یکی از والدین شهروند دانمارک باشد، بدون در نظر گرفتن اصل خون و با در نظر گرفتن اینکه کودک در تاریخ ۱ ژوئیه ۲۰۱۴ یا بعد از آن به دنیا آمده باشد به صورت خودکار در بدو تولد تابعیت دانمارک را بدست می‌آورد.[۲]
- اگر فردی با در نظر گرفتن اینکه زیر ۱۲ سال داشته باشد، به عنوان فرزند خواندگی پذیرفته شود، به صورت خودکار تابعیت دانمارک را بدست می‌آورد.
- با اظهارنامه برای اتباع یکی ازکشورهای نوردیک
- بر اساس اعطای تابعیت که طبق قانون وضع شده انجام پذیرد.

در ماه دسامبر ۲۰۱۸، قانون شهروندی بدین نحو تغییر یافت که عمل دست دادن با فردی از جنس مخالف در طی یک مراسم الزامی شد. این آیین‌نامه به قصد هدف قرار دادن اعضای گروه اسلام‌گرای حزب التحریر از دریافت شهروندی دانمارک به اجرا گذاشته شد، زیرا بسیاری از آنها از دست دادن با فردی از جنس مخالف امتناع می‌کنند.